# 馬可尼獎
馬可尼獎（英語：The Marconi Prize）是一年頒發一次的獎項，目的是表彰在通信領域（無線電，行動裝置，無線通訊，電信，數據通信，電腦網路和互聯網）取得的成就和進步。該獎項由馬可尼基金會頒發，包含10萬美元獎金和一座紀念雕像。

## 馬可尼院士
馬可尼獎獲得者也被稱為馬可尼院士。該基金會和獎項是為榮耀諾貝爾獎得主古列爾莫·馬可尼，無線電通信先驅之一而以馬可尼命名。 馬可尼獎的獲獎者還被期待進一步推展創造性工作，為了人類福祉來促進通信技術的理解和發展。

## 馬可尼獎獲獎者列表
馬可尼獎的獲獎者包含拉里·佩奇和谢尔盖·布林，他們為網絡搜索公司Google的發展，提姆·柏內茲-李在全球資訊網上的領導和創新，諾貝爾獎得主高錕在光纖通信的著注貢獻 ，馬丁·赫爾曼和惠特菲爾德·迪菲在資訊安全工作上完成的迪菲-赫爾曼密鑰交換技術等等。 第一個馬可尼獎是在1975年開始頒發的。
- 1975：詹姆斯·赖恩·基利安（英语：James Rhyne Killian）
- 1976：豬瀨博（英语：Hiroshi Inose）
- 1977：阿瑟·肖洛
- 1978：科林·彻里（英语：Colin Cherry）
- 1979：約翰·羅賓森·皮爾斯
- 1980：亚什·帕尔（英语：Yash Pal）
- 1981：西摩爾·派普特
- 1982：亞瑟·查理斯·克拉克
- 1983：弗朗切斯科·卡拉萨（義大利語：Francesco Carassa）
- 1984：埃里克·阿尔伯特·阿什（英语：Eric Albert Ash）
- 1985：高錕
- 1986：萊昂納多·克萊洛克
- 1987：羅伯特·W·拉基（英语：Robert W. Lucky）
- 1988：费德里科·法金（英语：Federico Faggin）
- 1989：羅伯特·N·霍爾（英语：Robert N. Hall）
- 1990：安德魯·維特比
- 1991：保羅·巴蘭
- 1992：詹姆斯·L·弗拉纳根（英语：James L. Flanagan）
- 1993：林嚴雄
- 1994：羅伯特·卡恩
- 1995：傑可布·立夫
- 1996：戈特弗里德·翁格伯克（英语：Gottfried Ungerboeck）
- 1997：戴夫·福尼
- 1998：文頓·瑟夫
- 1999：詹姆斯·L·马西（英语：James L. Massey）
- 2000：馬丁·赫爾曼和惠特菲爾德·迪菲
- 2001：赫维希·科格尔尼克（英语：Herwig Kogelnik）、艾伦·斯奈德（英语：Allan Snyder）
- 2002：蒂姆·伯纳斯-李
- 2003：羅伯特·梅特卡夫、羅伯特·加拉格
- 2004：謝爾蓋·布林、拉里·佩奇
- 2005：克洛德·贝鲁（英语：Claude Berrou）
- 2006：约翰·乔菲（英语：John Cioffi）
- 2007：罗纳德·李维斯特
- 2008：大衛·佩恩
- 2009：安德鲁·克拉普利维（Andrew Chraplyvy）、罗伯特·特卡奇（Robert Tkach）
- 2010：查尔斯·格施克、約翰·沃諾克
- 2011：杰克·沃尔夫（英语：Jack Wolf）、厄文·馬克·雅各布
- 2012：亨利·萨穆埃利（英语：Henry Samueli）
- 2013：馬丁·庫珀
- 2014：阿罗吉亚斯瓦米·保尔拉吉（英语：Arogyaswami Paulraj）[2]
- 2015：彼得·T·柯尔斯坦（英语：Peter T. Kirstein）
- 2016：布拉德福德·帕金森（英语：Bradford Parkinson）[3]
- 2017：阿倫·內拉瓦利（英语：Arun Netravali）
- 2018：法蘭克·湯姆森·雷頓（英语：F. Thomson Leighton）
- 2019：塔希爾·蓋莫爾、保羅·科赫爾（英语：Paul Kocher）
- 2020：安德烈亞·戈德史密斯（英语：Andrea Goldsmith (engineer)）[4]
- 2022：西亞瓦什·阿拉莫蒂（英语：Siavash Alamouti）[5]
- 2023：哈里·巴拉克里希南（英语：Hari Balakrishnan）[6]
- 2024：孟懷縈

## 外部連結
- 馬可尼基金會官網 （页面存档备份，存于）